# Jüdischer Friedhof (Otterstadt)

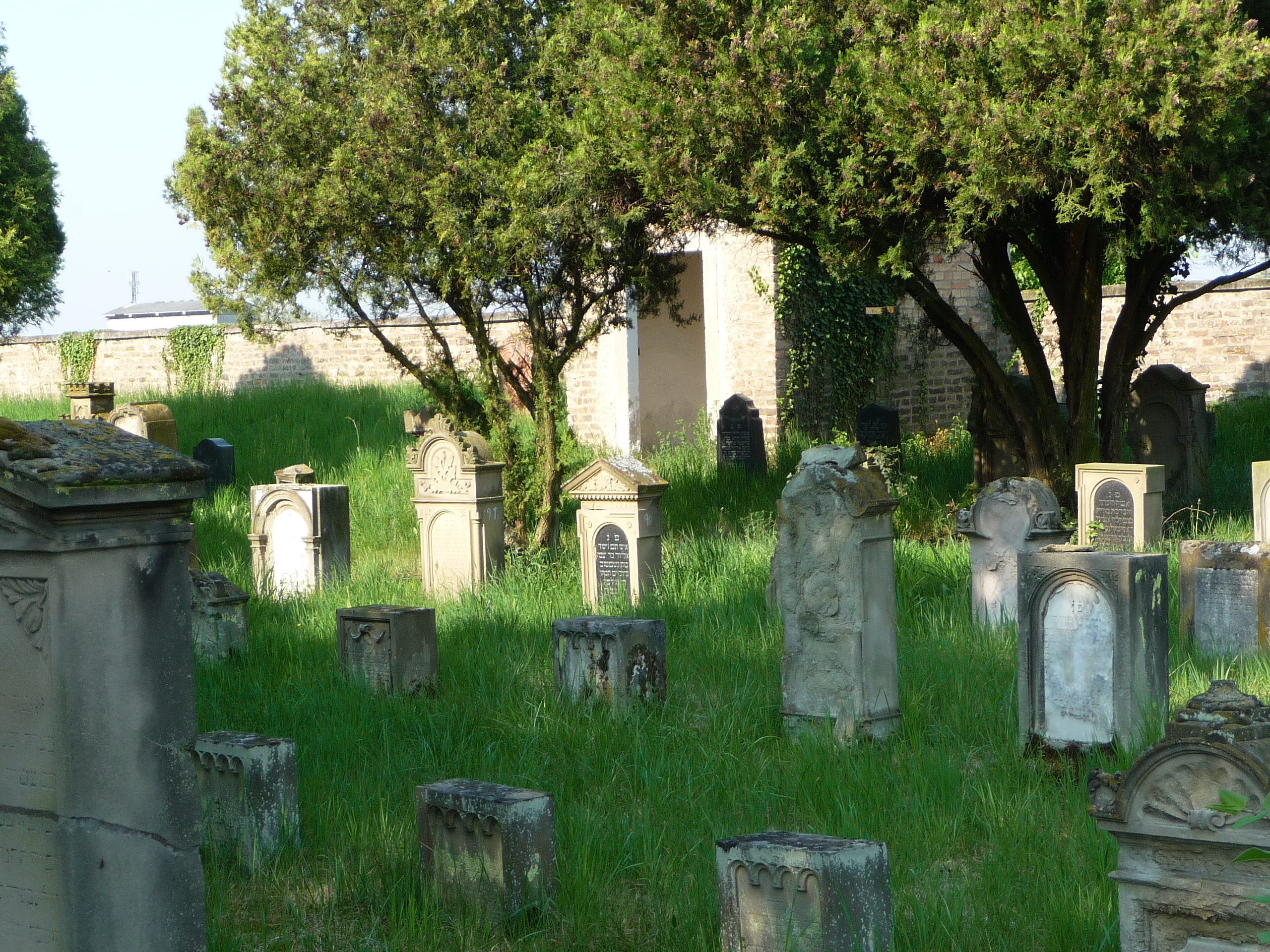
Jüdischer Friedhof in Otterstadt

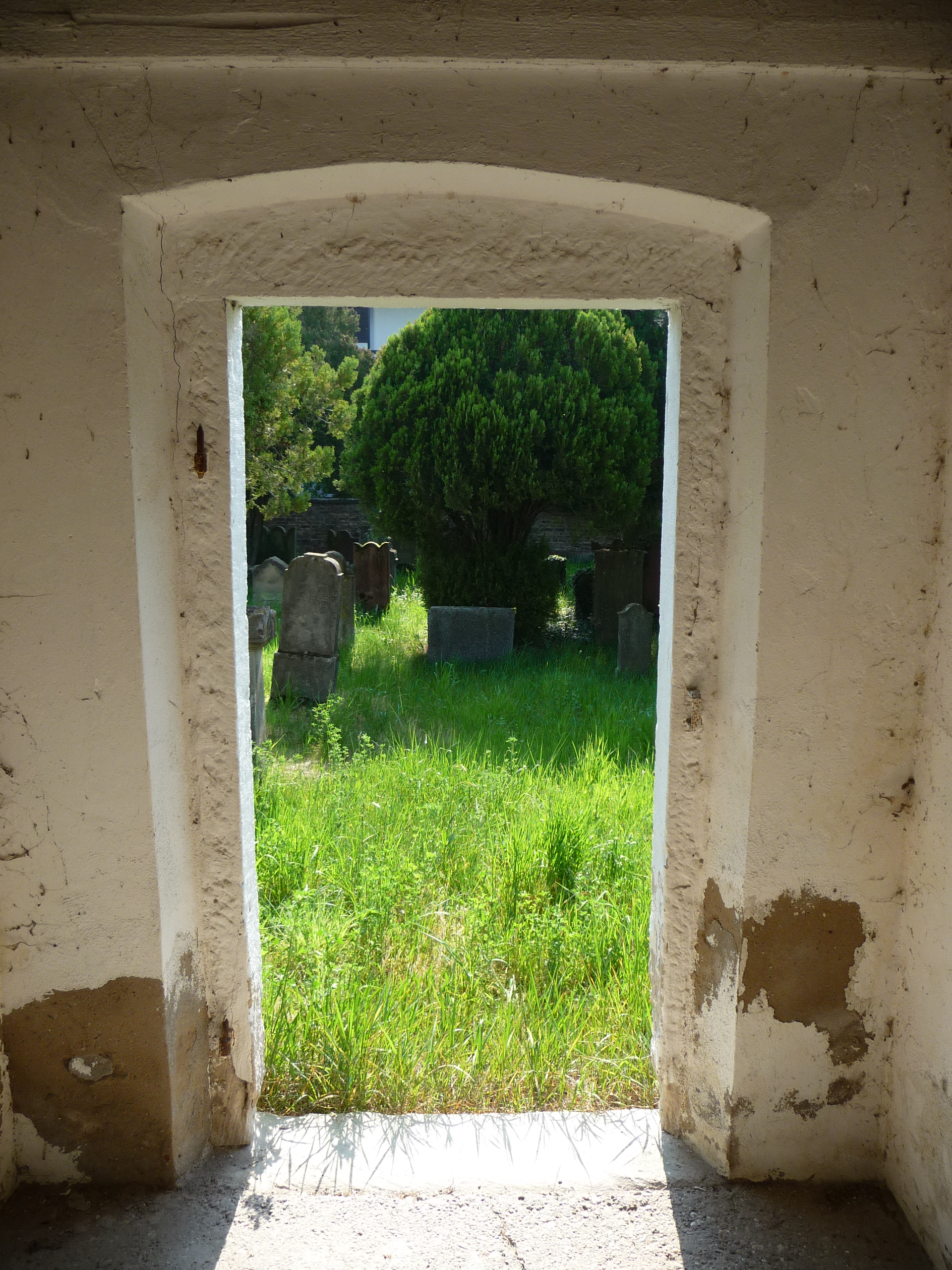
Eingangshäuschen des Friedhofs

Der Jüdische Friedhof Otterstadt ist ein jüdischer Friedhof in Otterstadt, einer Ortsgemeinde im Rhein-Pfalz-Kreis in Rheinland-Pfalz. Der Friedhof liegt gegenüber dem neuen christlichen Friedhof des Ortes. Der jüdische Friedhof ist ein geschütztes Kulturdenkmal.

## Geschichte
Der jüdische Friedhof in Otterstadt wurde nach 1820 angelegt und von 1828 bis 1938 belegt. Er diente den jüdischen Gemeinden in Otterstadt, Neuhofen, Rheingönheim und Schifferstadt als Begräbnisstätte. 1840 und 1869 wurde der Friedhof erweitert. Nun wurden hier auch die in Waldsee verstorbenen Juden beigesetzt. Der Friedhof hat eine Fläche von 9,40 Ar und heute sind noch etwa 200 Grabsteine (Mazewot) vorhanden. Der Friedhof wird von einer Bruchsteinmauer umgeben, am Eingang befindet sich ein ziegelgedecktes Eingangshäuschen.